# Whistler Blackcomb
Whistler Blackcomb är en vintersportort vid Whistler Mountain och Blackcomb Peak i British Columbia i Kanada, grundad 1997 genom sammanslagning av de gamla skidorterna Whistler (invigd 1966) och Blackcomb (invigd 1980).
Här arrangerades alpin skidåkning vid olympiska vinterspelen 2010 och paralympiska vinterspelen samma år.

### Fotnoter
1. ↑  ”2010 Winter Olympic And Paralympic Games” (på engelska). Whistler Blackcomb. Arkiverad från originalet den 25 januari 2014. https://web.archive.org/web/20140125115926/http://www.whistlerblackcomb.com/about-us/2010-winter-games.aspx. Läst 15 februari 2014.